# Det sårbara digitala samhället
Det sårbara digitala samhället var en uppmärksammad artikelserie i Dagens Nyheter år 2014. Det är även ett vanligt begrepp som används för att beskriva de problem som ökat antal uppkopplade enheter kan medföra. 
50 miljarder enheter beräknas vara uppkopplade i världen år 2020.  Utvecklingen brukar beskrivas som "sakernas internet" och öppnar för mängder av nya tjänster. Det för också med sig nya hot mot den personliga integriteten och svårigheter att hantera de enorma datamängderna. 
Dagens Nyheter visade under vintern 2014 på en rad allvarliga brister när det gäller IT-säkerhet i Sverige. Granskningen ledde till flera krav på lagändringar.  Artiklarna avslöjade bland annat att flera internetoperatörer hade delat ut osäkra modem till cirka 700 000 svenskar och att det går att manipulera styrsystemen i flera känsliga byggnader. Även myndigheten FRA:s it-system visade sig ha allvarliga it-säkerhetsbrister.